# Comuna Bakivți, Jîdaciv
Bakivți (în ucraineană Баківці) este o comună în raionul Jîdaciv, regiunea Liov, Ucraina, formată din satele Bakivți (reședința), Kvitneve, Repehiv, Trîbokivți și Zakrîveț.

## Demografie
Componența lingvistică a comunei Bakivți
     Ucraineană (99,93%)
     Alte limbi (0,07%)
Conform recensământului din 2001, majoritatea populației comunei Bakivți era vorbitoare de ucraineană (99,93%), existând în minoritate și vorbitori de alte limbi.